# Sachin
Sachin là một thị trấn thống kê (census town) của quận Surat thuộc bang Gujarat, Ấn Độ.

## Địa lý
Sachin có vị trí 21°05′B 72°53′Đ / 21,08°B 72,88°Đ Nó có độ cao trung bình là 12 mét (39 feet).

## Nhân khẩu
Theo điều tra dân số năm 2001 của Ấn Độ, Sachin có dân số 11.873 người. Phái nam chiếm 62% tổng số dân và phái nữ chiếm 38%. Sachin có tỷ lệ 74% biết đọc biết viết, cao hơn tỷ lệ trung bình toàn quốc là 59,5%: tỷ lệ cho phái nam là 81%, và tỷ lệ cho phái nữ là 63%. Tại Sachin, 14% dân số nhỏ hơn 6 tuổi.